# Piet-Hein Houben
Piet-Hein Houben (Rijswijk, 11 september 1931 – Schoten, 8 november 2021) was een Nederlands diplomaat en dichter.

## Biografie
Houben is lid van de familie Houben en was een zoon van Commissaris der Koningin Frans Houben (1898-1976) en Pauline Philippine Marie van der Ven (1904-1997). Hij trouwde in 1958 met Theresia Maria Ludovica barones van Voorst tot Voorst (1932), dochter van burgemeester Eduard van Voorst tot Voorst (1892-1972), met wie hij vijf kinderen kreeg, onder wie Aerdt Houben. Hij studeerde rechten aan de RK Universiteit te Nijmegen. In 1963 promoveerde Houben te Leiden op De Raad van Ministers in de Europese Gemeenschappen.
In 1957 trad hij in dienst van het ministerie van Buitenlandse Zaken (Directie Integratie Europa). Vanaf 1965 was hij werkzaam voor Nederland bij de Verenigde Naties, in 1970 directeur-secretaris van de Nationale Commissie Ontwikkelingsstrategie (NCO) onder voorzitterschap van Prins Claus, in 1974 ambassaderaad in Kenya en vanaf 1977 ambassadeur in Peru, Thailand en Vietnam (vanuit Bangkok), Tunesië en laatstelijk in Italië (1990-1995). In 1995 ging hij met pensioen.
In 1982 debuteerde Houben als dichter met de bundel Sirene en andere gedichten; zijn laatste bundel verscheen in 2005.
Mr. dr. P.-H. Houben overleed in 2021 op 90-jarige leeftijd.

### Wetenschappelijk
- De Raad van Ministers in de Europese Gemeenschappen. Leiden, 1963 (proefschrift)
  - Les conseils de ministres des Communautés européennes. Leiden, 1964 (vertaling van het proefschrift)
  - Los Consejos de Ministros de las Comunidades Europeas. Madrid 1969 (vertaling van het proefschrift)
- De associatie van Suriname en de Nederlandse Antillen met de Europese Economische Gemeenschap. Leiden, 1965
- 'The merger of the executives of the European Communities', in: Common Market Law Review 3 (1965) 1 (juni), 37-89
- 'Principles of international law concerning friendly relations and co-operation among states', in: The American Journal of International Law 61 (1967) 3 (juli), 703-736
- 'The Netherlands and the United Nations', in: H.F. van Panhuys, W.P. Heere e.a., International Law in the Netherlands 2, 1979, 43-70

### Dichtbundels
- Sirene en andere gedichten. Amsterdam, 1982.
- Silhouet. Amsterdam, 1984.
- Seizoenen. Amsterdam, 1988.
- Schilderslinnen. Amsterdam, 1994.
- Stille sonnetten. Amsterdam, 1998.
- Steen voor steen. Amsterdam, 2003.
- Hofstad. 40 sonnetten. Den Haag, 2005.

- Digitale Bibliotheek voor de Nederlandse Letteren: houb004
- RKD-Nederlands Instituut voor Kunstgeschiedenis: 243071